# Querê Mori Uatara
Querê Mori Uatara (em francês: Kere Mori Ouatarra; em diúla: Kere Mori Wattara) foi um nobre africano mandinga do século XVIII, fagama de Congue em sucessão de seu pai Secu Uatara (r. 1710–1745). Teve importante papel nas primeiras décadas do império ao conduzir uma série de campanhas militares bem sucedidas contras os povos vizinhos, permitindo a expansão territorial de Congue e o domínio das rotas comerciais da região.

## Vida
Querê era filho de Secu Uatara (r. 1710–1742/1745), fundador do Império de Congue. Aparece pela primeira vez em novembro de 1739, quando segundo uma crônica árabe escrita em Tombuctu, Famagã, Bamba e ele conduziram expedição contra Jené, hoje no Mali. A tradição oral alega que a expedição tinha por finalidade assegurar a segurança das rotas comerciais de cavalos e sal em pedra no norte. Em seu caminho, dizimaram resistentes miniancas e tomaram pequenas cidades cerca de Jené sem atacá-la diretamente. Foram para Sofara, no rio Bani, onde derrotaram exército enviado pelo paxá de Tombuctu. Após o episódio, os uataras conduziram expedição a oeste, onde atacaram o bamana Mamari Bitom em Segu, conduziram guerra em Fuladugu e então retornaram ao Volta Negro.
Não se cita quem conduziu as expedições em Segu, mas o estudioso Charles Montei relata que os inimigos de Mamari enviaram uma delegação a Congue com grande quantidade de ouro solicitando ajuda militar, enquanto Nehemia Levtzion sugeriu que o receptor da embaixada foi Famagã, que à época estava nas cercanias de Jené.[a] A historiografia mais recente, entretanto, tem apoiado a posição de Bakary Traoré de que quem conduziu essa expedição foi Querê Mori, que estava lutando no país dos miniancas antes da campanha em Sofara. Segundo os relatos, após conduzir as expedições conjuntas com seu tio Famagã, Querê atacou as populações dogossos, tiefos e viges a partir de Sungarundaga. Em seguida, invadiu o país dos miniancas de um lugar próximo a moderna Sicasso e então retornou para Sungarundaga.
Num simpósio organizado em Congue, um dos locais presentes afirmou que há uma tradição na qual Querê tornou-se mais celebrado que seu pai por sua ação em guerras contra o Império Axânti. Apesar dos sucessos, Querê também enfrentou reveses ao longo de sua carreira. Em data incerta, uma força combinado liderada por ele e seu parente Magã Ulé sofreu uma severa derrota contra a vila de Dandé. Ao falecer, seus descendentes escolherem Sungarundaga como principal residência. Teve ao menos um filho chamado Soma Ali Uatara.